# Tour dei British and Irish Lions 1993
Il tour dei British and Irish Lions 1993 si tenne dal 22 maggio al 3 luglio 1993 e consisté in una serie di 13 incontri, di cui tre test match, della formazione interbritannica di rugby a 15 dei British and Irish Lions.
La destinazione del tour fu la Nuova Zelanda e i tre test con gli All Blacks furono programmati per il quarto, sesto e settimo sabato della spedizione.
Gli altri dieci incontri in tale Paese si tennero contro i New Zealand Māori e nove province rugbistiche (nell'ordine North Auckland, North Harbour, Canterbury, Otago, Southland, Taranaki, Auckland, Hawke's Bay e Waikato).
Allenatore capo della squadra dei British Lions fu lo scozzese Ian McGeechan e suo assistente l'inglese Dick Best, capitano lo scozzese Gavin Hastings.
La serie dei tre test match fu vinta dalla Nuova Zelanda 2 a 1: il primo incontro fu vinto all'ultimo minuto 20-18 dagli All Blacks grazie a un calcio piazzato all'ultimo minuto di Grant Fox, mentre il secondo più nettamente dai Lions per 20-7; il terzo e decisivo incontro vide infine una decisa affermazione della Nuova Zelanda, che si impose per 30-13.
Gli incontri infrasettimanali senza valore di test match si risolsero in sei vittorie e quattro sconfitte (queste ultime contro Otago, Auckland, Hawke's Bay e Waikato).

## La rosa

### Tre quarti
- Rob Andrew
- Stuart Barnes
- Will Carling
- Tony Clement
- Vince Cunningham
- Ieuan Evans
- Scott Gibbs
- Jeremy Guscott
- Gavin Hastings (c)
- Scott Hastings
- Ian Hunter
- Robert Jones
- Dewi Morris
- Andy Nicol
- Rory Underwood
- Tony Underwood
- Richard Wallace

### Avanti
- Martin Bayfield
- Paul Burnell
- Ben Clarke
- Damian Cronin
- Wade Dooley
- Mick Galwey
- Martin Johnson
- Jason Leonard
- Kenny Milne
- Brian Moore
- Nick Popplewell
- Andy Reed
- Dean Richards
- Mike Teague
- Richard Webster
- Peter Winterbottom
- Peter Wright

## Lo staff
- Team manager: Geoff Cooke (Inghilterra)

## Risultati

### Itest match
| Arbitro: | Brian Kinsey |

|                             |      |                                          |
| Bunce 2’                    | mt   |                                          |
| Fox 21’, 40’, 43’, 52’, 79’ | c.p. | 11’, 17’, 36’, 48’, 53’, 70’ G. Hastings |

| Arbitro: | Patrick Robin |

|            |      |                           |
| Clarke 12’ | mt   | 60’ R. Underwood          |
| Fox 12’    | tr   |                           |
|            | c.p. | 30’, 35’, 48’ G. Hastings |
|            | drop | 40’ Andrew                |

| Arbitro: | Patrick Robin |

|                                          |      |                      |
| Bunce 28’ S. Fitzpatrick 31’ Preston 67’ | mt   | 23’ Gibbs            |
| Fox 28’, 31’, 67’                        | tr   | 23’ G. Hastings      |
| Fox 43’, 58’, 74’                        | c.p. | 18’, 52’ G. Hastings |

### Gli altri incontri
| Arbitro: | Lindsay McLachlan |

|                          |      |                                          |
| Te Funi Seymour T. Going | mt   | Guscott S. Hastings Clement R. Underwood |
| Johnston                 | tr   | Barnes G. Hastings                       |
|                          | c.p. | Barnes G. Hastings                       |

| Arbitro: | Alan Riley |

|               |      |                                      |
| Perelini      | mt   | T. Underwood, Andrew, Evans, Webster |
| J. Carter     | tr   | G. Hastings (3)                      |
| J. Carter (2) | c.p. | G. Hastings                          |

| Arbitro: | G. Lempriere |

|                |      |                                  |
| Prince, Hirini | mt   | Evans, R. Underwood, G. Hastings |
| Hirini (2)     | tr   | G. Hastings (3)                  |
| Hirini (2)     | c.p. | G. Hastings                      |

| Arbitro: | Jim Taylor |

|        |      |                                       |
| Smith  | mt   | Galwey, Guscott, Andrew, T. Underwood |
| Coffey | tr   | Andrew (1)                            |
| Coffey | c.p. | Andrew                                |
|        | drop | Andrew                                |

| Arbitro: | Colin Hawke |

|                                |      |                 |
| Latta, Leslie, Timu, Cooke (2) | mt   | Evans, Richards |
| Bell (3)                       | tr   | G. Hastings (1) |
| Bell                           | c.p. | G Hastings (4)  |
| S. Bachop                      | drop |                 |

| Arbitro: | M.L. Fitzgibbon |

|                   |      |                        |
| Cormack, Johnston | mt   | Reed, Clement, tecnica |
|                   | tr   | G. Hastings (2)        |
| Culhane (2)       | c.p. | G. Hastings (4)        |
|                   | drop | Clement                |

| Arbitro: | Steve Walsh |

|                                |      |                                                            |
| O'Sullivan, A Slater, McDonald | mt   | Cunningham (2), R. Jones, Cronin Teague, R. Wallace, Gibbs |
| Crowley (2)                    | tr   | Barnes (4)                                                 |
| Crowley (2)                    | c.p. | Barnes (2)                                                 |

| Arbitro: | David Bishop |

|         |      |                     |
| Kirwan  | mt   | Evans, tecnica      |
|         | tr   | G. Hastings (2)     |
| Fox (6) | c.p. | G. Hastings, Andrew |

| Arbitro: | Paddy O'Brien |

|                           |      |          |
| Hewitt, Weber, S. Tremain | mt   | Webster  |
| Kerr                      | tr   |          |
| Cunningham (2), Kerr      | c.p. | Barnes 3 |
| Kerr                      | drop | Carling  |

| Arbitro: | Terry Marshall |

|                                       |      |         |
| Wilson, Monkley (2), Collins, Gatland | mt   | Carling |
| Cooper (2)                            | tr   | Barnes  |
| Cooper (3)                            | c.p. | Barnes  |